# مغالطة التزامن

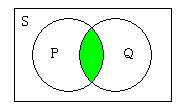

مغالطة التزامن (تُعرف أيضاً باسم مشكلة ليندا) هي مغالطة رسمية تحدُث عند افتراض أن شروطًا معينة احتمالية حدوثها أكثر من شرٍط واحٍد عام.

## التعريف والمثال الاساسي
المثال اللذي يُستشهَدُ به كثيرًا لهذه المغالطة نشأ مع اموس تفيرسكي ودانيل كاهنيمان. على الرغم من أن الوصف والشخص الموصوف وهميان، سكرتيرة اموس تفيرسكي في مدينة ستانفورد كان اسمُها ليندا كوفينكتون، وقام هو بتسمية الشخصية المشهورة في اللغز على اسمها.
ليندا عمرها 31 سنة، عزباء، صريحة وذكية جدًا، درَسًت الفلسفة. كطالبة، كانت مهتمة جدا بمشاكل مثل التمييز العنصري والعدالة الإجتماعية، وأيضًا شاركت في مظاهرات مُناهضة للأسلحة النووية.
أيُهما أكثر احتمالا؟
1. ليندا هي موظفة مصرف.
2. ليندا هي موظفة مصرف وناشطة في الحركة النسوية.

اغلب اللذين تم سؤالهم اختاروا الخيار الثاني. ومع ذلك، احتمالية حدوث حدثين سويًة (في تزامن) هي دائمًا أقل مِن أو مساوية لاحتمالية حدوث أيٍ منهم على حِدى، بشكل رسمي، عدم مساواة هذين الحدثين (A) و (B) ممكن ان تُكتب بالشكل الاّتي:
على سبيل المثال، حتى اختيار احتمالية ضعيفة جدا وهي كون ليندا موظفة مصرف، لِنَقُل أن احتمالية كون ليندا موظفة مصرف = 0.05 واحتمالية كونها ناشطة نسوية = 0.95، إذاً احتمالية كون ليندا موظفة مصرف وناشطة نسوية في نفس الوقت = 0.05 × 0.95 أي ما يساوي 0.0475 وهو أقل من احتمالية كون ليندا موظفة مصرف.
تفيرسكي وكاهنيمان ناقشوا أن أغلب الناس يفهمون هذه المشكلة بشكل خاطيء بسبب أنهم يستخدمون طريقة إستدلالية (تُحسب بشكل سهل) تُسمى التمثيل لإصدار هذا النوع من الأحكام: الخيار الثاني يبدو أكثر تمثيليًة لليندا بناءً على الوصف المُقدم عنها، بالرغم من أن احتمالية حدوث هذا هي رياضيًا أقل.
في براهين أخرى، ناقشوا أن سيناريو معين بدا أكثر احتمالية بسبب التمثيل، ولكن كل تفصيلٍة تُضاف سوف تقلل من احتمالية حدوث هذا السيناريو. بهذه الطريقة سوف تكون مشابهة لمغالطات الحيوية المُضلِلة والانزلاق للنتائج. مؤخرا، كاهنيمان ناقش بأن مغالطة التزامن هي نوع من إهمال الامتداد.

## التقييم المشترك ضد التقييم المنفصل
في بعض البراهين التجريبية، الخايار المتزامن يُقيَم بشكل منفصل على أساس خياره الأساسي. بمعنى آخر، مجموعة من المشاركين طُلِبَ منهم ترتيب احتماليات كون ليندا موظفة مصرف، مُدرسة في مَدرسة ثانوية، وعدد من الخيارات الأخرى، ومجموعة أخرى طُلب منهم ترتيب احتماليات كون ليندا موظفة مصرف وناشطة في الحركة النسوية ضد نفس المجموعة من الخيارات (بدون خيار كون «ليندا موظفة مصرف»). في هذا النوع من الشرح، مجموعات مختلفة قاموا بترتيب ليندا كموظفة مصرف وناشطة في الحركة النسوية أعلى من كون ليندا موظفة مصرف.
كان هنالك تجارب تقييم منفصلة سبقت أولى تجارب التقييم المشتركة، وكاهنيمان وتفيرسكي تفاجئوا عندما لاحظوا نفس التأثير تحت التقييم المشترك.
في تقييم منفصل، مصطلح تأثير التزامن من الممكن أن يكون مُفضلًا أكثر.

## النقد
النُقاد مثل جيرد جيجيرينزر ورالف هيرتويك انتقدوا مشكلة ليندا على اُسُسُ الصياغة والتأطير. السؤال حول مشكلة ليندا قد ينتهك قواعد الحوار اللتي يفترض فيها الناس أن السؤال يجب أن يتبع قاعدة الصِلة. جيجيرينزر يناقش أن بعض المصطلحات المستخدمة هي متعددة المعاني، البدائل اللتي طالب بها كانت «طبيعية» أكثر. لقد ناقش بأن معنى المُحتمل («اللذي يحدث بشكل متكرر») يتوافق مع الاحتمالية الرياضية اللتي يجب اختبار الناس على أساسها، ولكن معنى ماهو مُحتمل («ماهو معقول» و «ما إذا كان هناك دليل») لا يتوافقون مع ذلك. المصطلح «مع» تمت مناقشته لكونه يحتوي على معاني متعددة ذات صلة. الكثير من التقنيات تم تطويرها للتحكم في هذا التفسير الخاطيء المحتمل، ولكن لَم يبدِد أي منهم التأثير.
العديد من الاختلافات في صياغة مشكلة ليندا تمت دراستها من قِبل تفيرسكي وكاهنيمان. إذا تم تغيير الخيار الأول ليُماشي المحادثة، كالقول بإن «ليندا هي موظفة مصرف بغض النظر عن كونها ناشطة في الحركة النسوية» التأثير تم تقليله، ولكن الأغلبية (57%) من المجيبين لازالوا يرتكبون نفس الخطأ في التزامن.
الكثير من الاختلافات في الصياغة لمشكلة ليندا دُرِسِت من قِبَل تفيرسكي وكاهنيمان. إذا تغيَرَ الخيار الأول ليتماشى مع سياق المحادثة، كالقول «ليندا هي موظفة مصرف بغض النظر عن كونها ناشطة في الحركة النسوية أم لا» التأثير تم تقليله، ولكن الاغلبية (57%) من المستجيبين لازالت ترتكب خطأ التزامن. إذا تغيرت الاحتمالية إلى صيغة التكرار (انظر إلى قسم تقليل الانحياز في الأسفل) التأثير يقِل أو يلغى. مع ذلك، يوجد دراسات فيها نسبة مغالطات تزامن لا يمكن تمييزها تم ملاحظتها مع مُحفزات مؤطرة في إطار الاحتمالات ضد التكرارات.
نقد الصياغة يمكن أن يكون اٌقل قابلية للتطبيق على تأثير التزامن في التقييم المنفصل. «مشكلة ليندا» تمت دراستها ونقدُها أكثر من أنواع براهين التأثير الأخرى (بعضها موصوفة في الأسفل).
في دراسة اختبارية تحفيزية، تم تبيان أن مغالطة التزامن انخفضت عند اللذين لديهم قدرات إدراكية أكثر، مع ذلك فهي لم تختفي. تم ايضًا تبيان أن مغالطة التزامن تُصبح أقل انتشارا عندما يُسمح للأشخاص بأستشارة أشخاص آخرين.

## براهين أخرى
خبراء السياسات طُلِبَ منهم تقييم احتمالية غزو الاتحاد السوفييتي لبولندا، وقطع الولايات المتحدة الأمريكية للعلاقات الدبلوماسية، كل هذا في السنة القادمة، قيموها بمعدل 4% من الاحتمالية للحدوث. مجموعة أخرى من الخبراء طُلِبَ منهم ببساطة تقييم احتمالية أن تقطع الولايات المتحدة الأمريكية علاقاتها مع الاتحاد السوفييتي في السنة القادمة. اعطوها معدل احتمالية 1% فقط.
في تجربة أُجريت في عام 1980، طُلِبَ التالي من المستجيبين:
إفترض أن بيون بوري (لاعب تنس سويدي مشهور) وصَلَ إلى نهائيات ويمبليدون في عام 1981. رَتِب النتائج الاتية من الأكثر إلى الأقل احتمالية للحدوث.
- بيون سوف يربح المباراة
- بيون سوف يخسر الجولة الأولى
- بيون سيخسر الجولة الأولى ولكنه سيربح المباراة
- بيون سيربح الجولة الأولى ولكنه سيخسرالمباراة

كمعدل، المشاركون قيموا «بيون سيخسر الجولة الأولى ولكنه سيربح المباراة» أكثر من «بيون سوف يخسر الجولة الأولى».
في تجربة أخرى، طُلِبَ من المشاركين:
إعتبر أن هنالك نرد اعتيادي ذو ستة أوجه بأربعة أوجه خضراء ووجهين حُمر. النُرد سوف يَتِمُ دحرجتهُ 20 مرة وتسلسلات الالوان الناتجة الخضراء (خ) والحمراء (ح) سوف تُسَجَل. لقد طُلِبَ منك اختيار تسلسل واحد، من ثلاث تسلسلات، سوف تربح 25 دولار إذا ظَهَرَ التسلسل الذي أخترته في إحدى دحرجات النَرد.
1. ح خ ح ح ح
2. خ ح خ ح ح ح
3. خ ح ح ح ح ح

65% من المشاركين اختاروا التسلسل الثاني، على الرغم من أن الخيار الأول مُضَمَن في التسلسل الثاني وهو أقصر من بقية الخيارات. في نُسخة حيثُ رِهان ال25 دولار كان افتراضيا فقط، النتائج لم تكن مختلفة بشكل ملحوظ. تفيرسكي وكاهنيمان ناقشوا أن التسلسل الثاني يبدوا أنه يُمَثل تسلسل الصدفة. [3](قارِن مع مغالطة وهم التجمع).
انظر لمثالٍ اخر:
أي من الاحداث التالية يُرجح حدوثه خلال العام القادم؟
1. الولايات المتحدة الأمريكية سوف تسحب قواتها من العراق.
2. الولايات المتحدة الأمريكية سوف تسحب قواتها من العراق وستقصِف منشآت نووية لكوريا الشمالية.

احتمالية حدوث التزامنات ليست أكبر من احتمالية حدوث أي منهما على حِدى. لهذا، الخيار الأول أكثر احتمالا. بغض النظر عن ضعف احتمالية سحب أمريكا لقواتها من العراق خلال العام القادم، فستكون تلك الاحتمالية في كل الاحوال أضعف من احتمالية أن يفعلوا هذا بالإضافة إلى قصف منشآت نووية في نفس الوقت. [15]

## تقليل التحيز
جذب الانتباه لتحديد العلاقات، استعمال التكرارات بدل الاحتمالات و/أو التفكير بشكل حاد تخطيطي يُقلل من الخطأ في بعض أشكال مغالطة التزامن.
في تجربة واحدة تمت إعادة صياغة سؤال مشكلة ليندا بالشكل التالي:
يوجد هنالك 100 شخص ينطبق عليهم الوصف المذكور أعلاه (وصف ليندا). كم منهم هو/هي:
1. موظف/ة مصرف؟..... من 100
2. موظف/ة مصرف وناشط/ة في الحركة النسوية؟..... من 100

في حين أن سابقًا 85% من المشاركين أعطوا الجواب الخاطيء (موظفة مصرف وناشطة في الحركة النسوية)، في التجارب المُجراة بهذا النوع من الأسئلة لم يعطي أيٌ من المشاركين إجابًة خاطئة. تم إجبار المشاركين على استعمال نهج رياضي وبهذا ميزوا الاختلاف بسهولٍة أكبر.
ومع ذلك، في بعض المهام المبنية على التكرارات فقط، وليس على القصص، اللتي تم استعمال صيغ واضحة ومنطقية فيها، مغالطات التزامن استمرت بالحدوث بشكل مُهيمن عندما لوحظ أن نمط التكرارات مشابه للتزامن (مع استثنائات قليلة).